# Котань

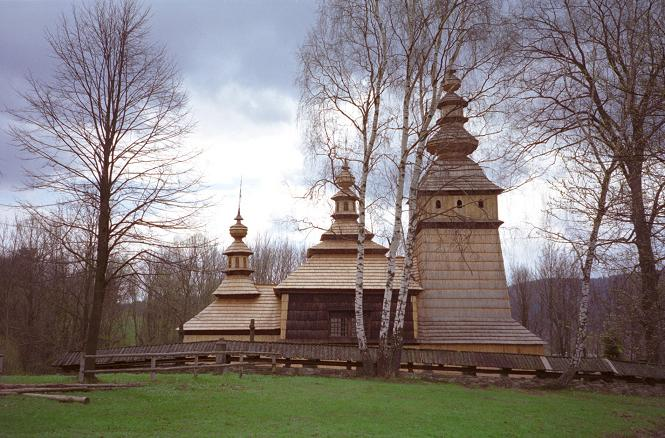
Церковь святых Космы и Дамиана, Котань, Польша

Ко́тань (пол. Kotań) — село в Польше, находится на территории гмины Кремпна Ясленского повята Подкарпатского воеводства.

## География
Село располагается на территории Магурского национального парка возле польско-словацкой границе в 4 км от административного центра гмины Кремпы, в 24 км от административного центра повята города Ясло и в 67 км от центра воеводства города Жешув.

## История
Первые упоминания о селе относятся к 1581 году, когда оно принадлежало бецкому старосте. В селе проживали лемки, исповедовавшие грекокатолицизм. После Второй мировой войны основную часть из них переселили на юго-восток УССР, часть переехала в окрестности Львова, а другую часть переселили во время операции «Висла» на западные земли Польши.

## Достопримечательности
- Церковь святых Космы и Дамиана, построенная в первой половине XIX века.
- Кладбище возле церкви святых Космы и Дамиана.

## Источник
- Kotań, Słowniku geograficznym Królestwa Polskiego i innych krajów słowiańskich, Tom IV (Kęs — Kutno), 1883.